# Illice sexalata
Illice sexalata là một loài bướm đêm thuộc phân họ Arctiinae, họ Erebidae.